# 11915 Нісііное
11915 Нісііное (11915 Nishiinoue) — астероїд головного поясу, відкритий 23 вересня 1992 року.
Тіссеранів параметр щодо Юпітера — 3,547.
Названо на честь Нісііное (яп. にしいのうえ(西井上) нісііно:е)